# 필립저빌
필립저빌(Gerbilliscus phillipsi)은 황무지쥐아과에 속하는 설치류의 일종이다. 에티오피아와 케냐, 소말리아에서 발견된다. 자연 서식지는 아열대 또는 열대 기후 지역의 건조 관목 지대이다.

## 분포
소말리아와 에티오피아 대지구대, 세네갈에서 발견된다.